# Miner de Guatemala
El miner de Guatemala (Sclerurus guatemalensis) és una espècie d'ocell de la família dels furnàrids (Furnariidae).

## Hàbitat i distribució
Viu al terra de la selva pluvial, sotabosc i vegetació secundària de les terres baixes, des de Mèxic a Veracruz, Tabasco, Oaxaca, Chiapas i Quintana Roo, cap al sud, al vessant del Carib per Nicaragua, ambdues vessants de Costa Rica i Panamà i oest i nord de Colòmbia i oest d'Equador.